# Nombre d'Alfven
El nombre d'Alfven {\displaystyle (Al)} és un nombre adimensional utilitzat en la mecànica de fluids i més precisament en la magnetohidrodinàmica. És comparable al nombre de Mach per a fluids sota la influència d'un camp magnètic. Aquest nombre porta el nom d'Hannes Alfvén, un físic suec.
Es defineix de la manera següent:
{\displaystyle Al={\frac {v\cdot \rho ^{0{,}5}\cdot {\mu _{e}}^{0{,}5}}{B}}}
on :
- v = velocitat del fluid
- ρ = concentració en massa
- μe = permeabilitat magnètica
- B = densitat del camp magnètic